# Emil Hantl
Emil Hantl (ur. 14 grudnia 1902, zm. 18 sierpnia 1984 w Plochingen) – zbrodniarz hitlerowski, sanitariusz SS w obozie koncentracyjnym Auschwitz-Birkenau i SS-Unterscharführer.
Urodził się w Mährisch-Lotschnau (Moravský Lačnov, Lacznów Morawski (Kraj Sudetów)). Członek NSDAP i SS od 1938, a Waffen-SS od 26 stycznia 1940. Członek załogi Auschwitz od 1 sierpnia 1940 do ewakuacji obozu w styczniu 1945. Początkowo pełnił służbę jako wartownik, następnie jako sanitariusz SS w obozie głównym Auschwitz I. Hantl brał udział w morderstwach dokonywanych za pomocą zastrzyków fenolu. Po zamordowaniu pewnej liczby dzieci odmówił jednak dalszego udziału w zabójstwach. W 1944 pełnił również służbę w fabryce Buna oraz podobozie Auschwitz w Jaworznie.
W 1961 Hantl został aresztowany przez władze zachodnioniemieckie. Podczas drugiego procesu oświęcimskiego skazany został przez sąd we Frankfurcie nad Menem na trzy i pół roku pozbawienia wolności. 